# 溝口進
溝口 進（みぞぐち すすむ、1930年（昭和5年）9月26日 - 2020年（令和2年）5月22日）は、日本の政治家。富山県南砺市長（1期）。

## 経歴
富山県出身。1950年富山県立福野高等学校（現富山県立南砺福野高等学校）卒。同年富山県庁に入る。県庁内では観光物産、中小企業、地方の各課長、知事公室参事秘書課長、商工労働部次長となる。1982年に東砺波郡福野町長に当選。合併するまで6期22年務めた。2004年に福野町は合併で南砺市となり、合併後の南砺市長選挙に立候補し、初当選。市長を1期務め、2008年に退任した。2020年に死去した。

## 栄典
- 2009年 - 旭日小綬章